# Aphytis merceti
Aphytis merceti är en stekelart som beskrevs av Compere 1955. Aphytis merceti ingår i släktet Aphytis och familjen växtlussteklar. Inga underarter finns listade i Catalogue of Life.